# Coriolano Garzadori
Coriolano Garzadori (ou Garzadoro) foi um prelado católico romano que serviu como bispo de Ossero (1575–1614).

## Biografia
No dia 19 de Janeiro de 1575, foi nomeado bispo de Ossero durante o papado de Gregório XIII, onde serviu como bispo até à sua renúncia em 1614. Enquanto bispo, foi o consagrador principal de Lothar von Metternich, Arcebispo de Trier (1600) e Johann Nopel der Jüngere, Bispo Auxiliar de Colónia (1602); e o co-consagrador principal de Ludovico Sarego, Bispo de Adria (1612), Bartolomeo Cartolario, bispo de Chioggia (1613), Andreas Corbelli, Bispo de Canea (1613) e Ottaviano Garzadori, bispo de Ossero (1614).

## Ordenações episcopais
Dom Coriolano Garzadori foi consagrante principal da ordenação episcopal de:
1. Lothar von Metternich, nomeado bispo de Tréveris, em 1600.
2. Johann Nopel, nomeado bispo auxiliar de Colônia, em 1602.

Foi co-consagrante da ordenação episcopal de:
1. Ludovico Sarego, nomeado bispo de Adria, em 1612.
2. Bartolomeo Cartolario, nomeado bispo de Chioggia, em 1613.
3. Andreas Corbelli, nomeado bispo de Canea, em 1613.
4. Ottaviano Garzadori, nomeado bispo de Ossero, em 1614.